# La Vaur
La Vaur (en occità La Vaur [la ˈβaw]; en francès Lavaur [lavɔʀ]) és un municipi francès situat al departament del Tarn i a la regió d'Occitània. L'any 1999 tenia 8.537 habitants.

## Geografia
Se situa a la riba esquerra de l'Agot, cap al nord-est de Tolosa, al sud de Galhac i a l'oest de Castres. Als seus habitants se'ls aplica el gentilici vaurés -esa en occità i Vauréen -éenne en francès.
La superfície de la comuna és de 6283 hectàrees; la seva altitud varia des de 105 a274metres.

## Demografia
| Evolució de la població Ehess i INSEE |       |       |       |       |       |       |       |       |
| 1793                                  | 1800  | 1806  | 1821  | 1831  | 1836  | 1841  | 1846  | 1851  |
| 5 500                                 | 6 237 | 6 551 | 6 672 | 7 179 | 7 205 | 7 014 | 7 015 | 7 331 |

| 1856  | 1861  | 1866  | 1872  | 1876  | 1881  | 1886  | 1891  | 1896  |
| ----- | ----- | ----- | ----- | ----- | ----- | ----- | ----- | ----- |
| 7 331 | 7 438 | 7 376 | 7 331 | 7 563 | 6 929 | 6 963 | 6 477 | 6 382 |

| 1901  | 1906  | 1911  | 1921  | 1926  | 1931  | 1936  | 1946  | 1954  |
| ----- | ----- | ----- | ----- | ----- | ----- | ----- | ----- | ----- |
| 6 535 | 6 388 | 6 130 | 5 443 | 5 704 | 6 045 | 5 502 | 5 913 | 5 934 |

| 1962  | 1968  | 1975  | 1982  | 1990  | 1999  | 2006 | 2011 | 2016 |
| ----- | ----- | ----- | ----- | ----- | ----- | ---- | ---- | ---- |
| 6 291 | 7 665 | 7 897 | 7 972 | 8 148 | 8 537 | -    | -    | -    |

| 2019 | - | - | - | - | - | - | - | - |
| ---- | - | - | - | - | - | - | - | - |
| -    | - | - | - | - | - | - | - | - |

## Història
A la primeria del segle xii, el bisbe càtar de Tolosa, en realitat, residia a La Vaur.
L'any 1181, es produeix el setge de La Vaur, abjuració del bisbe càtar de la regió de Tolosa.
La Vaur va ser assetjada per Simó de Montfort el 1211, durant la croada albigesa amb l'ajuda de la companyia blanca del bisbe Folquet de Tolosa. El setge durava massa i això va irritar a Simó i a la rendició no va tenir aturador. Va encendre la foguera més gran de tota la croada cremant-hi quatre-cents heretges. Tampoc va tenir pietat de la senyora del lloc, Dama Giralda, que la llençà a un pou i ordenà als croats de fer-hi punteria amb rocs. El seu germà Eimeric de Montreal i vuitanta cavallers van ser degollats.
L'any 1213, Pere I, procurà d'aconseguir del pontífex el cessament de la croada. Amb ambaixades a Roma i amb el seu desplaçament personal al concili de La Vaur, convocat per a decidir la qüestió de la croada, el rei esperava d'obtenir el seu objectiu. Però si aconseguí de convèncer Innocenci III —que per escrit desaprovà gairebé tot el que fins aleshores havien fet els croats—, els bisbes i arquebisbes occitans reunits a La Vaur malmeteren hàbilment els resultats de la diplomàcia catalana i persuadiren el papa que l'aturament de la croada seria un daltabaix general.
El 1892 es va fundar el comitè de la Unió de Dones de França (Creu Roja), després a partir de 1913 el comitè de la Societat de Socors per als ferits militars (Croix-Red).

Durant la Primera Guerra Mundial, els soldats ferits eren atesos a l'hospici o a l'escola superior de nois de la rue de la Mairie, transformada en un hospital voluntari i després complementari.

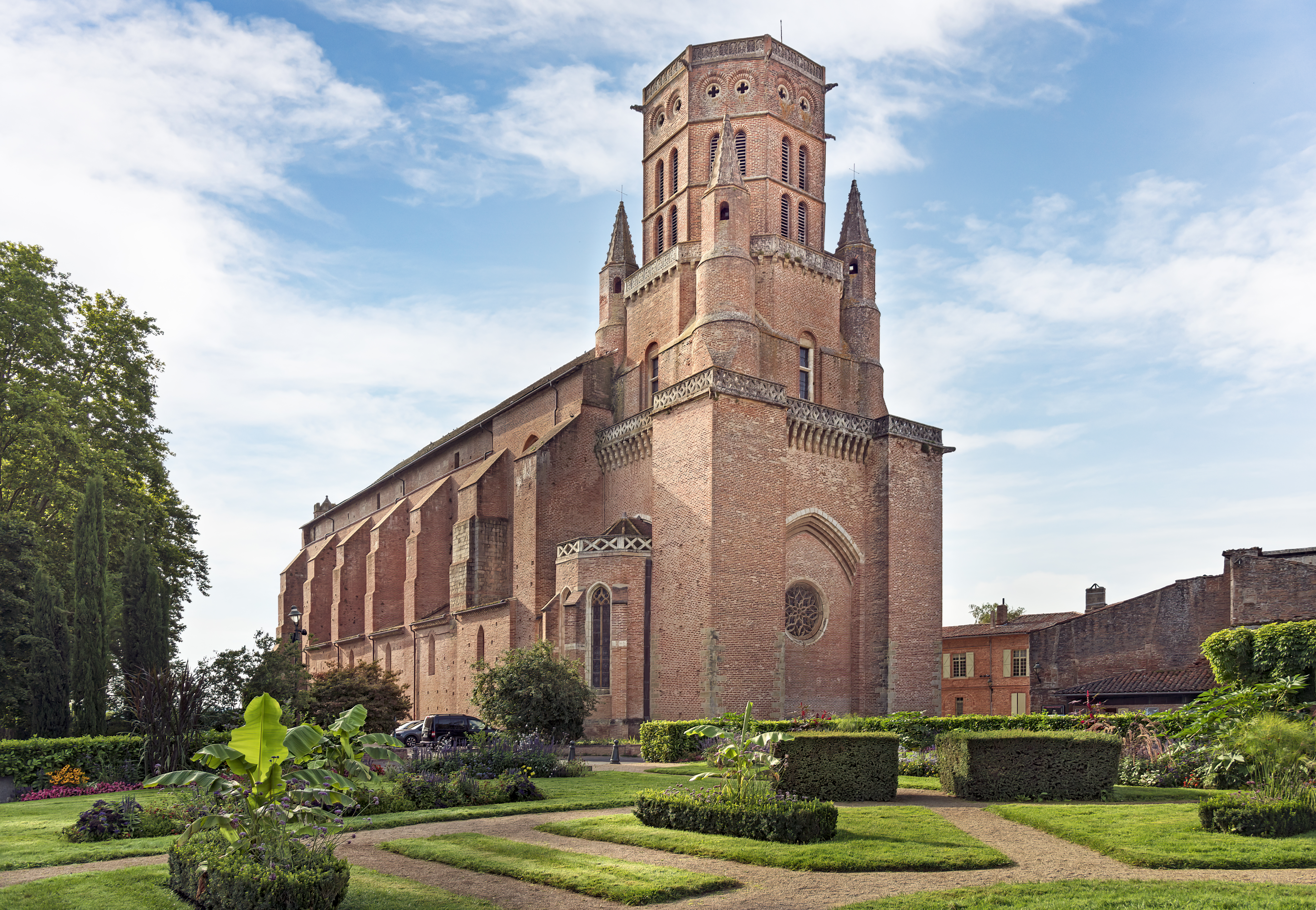
Catedral de Sant Alan

## Monuments i llocs d'interès
- La Catedral Saint-Alain i el seu Jacquemart
- Els jardins del bisbat
- L'església Sant-Francesc
- La Torre de les Rondes

## Fills il·lustres
- Jacques Féréol Mazas (1782-1849) violinista, compositor i pedagog musical.

## Agermanaments
- El Vendrell